# تريستان ويبر
تريستان ويبر (بالإنجليزية: Tristan Weber)‏ هو لاعب كرة قدم أمريكي، ولد في 2000 في سان لويس أوبيسبو في الولايات المتحدة.